# 冯寅
冯寅（1914年—1998年），男，浙江嵊县人，中国水利专家，曾任水利部副部长，第三届全国人大代表，第五、六、七届全国政协委员。